# Jorge Drexler

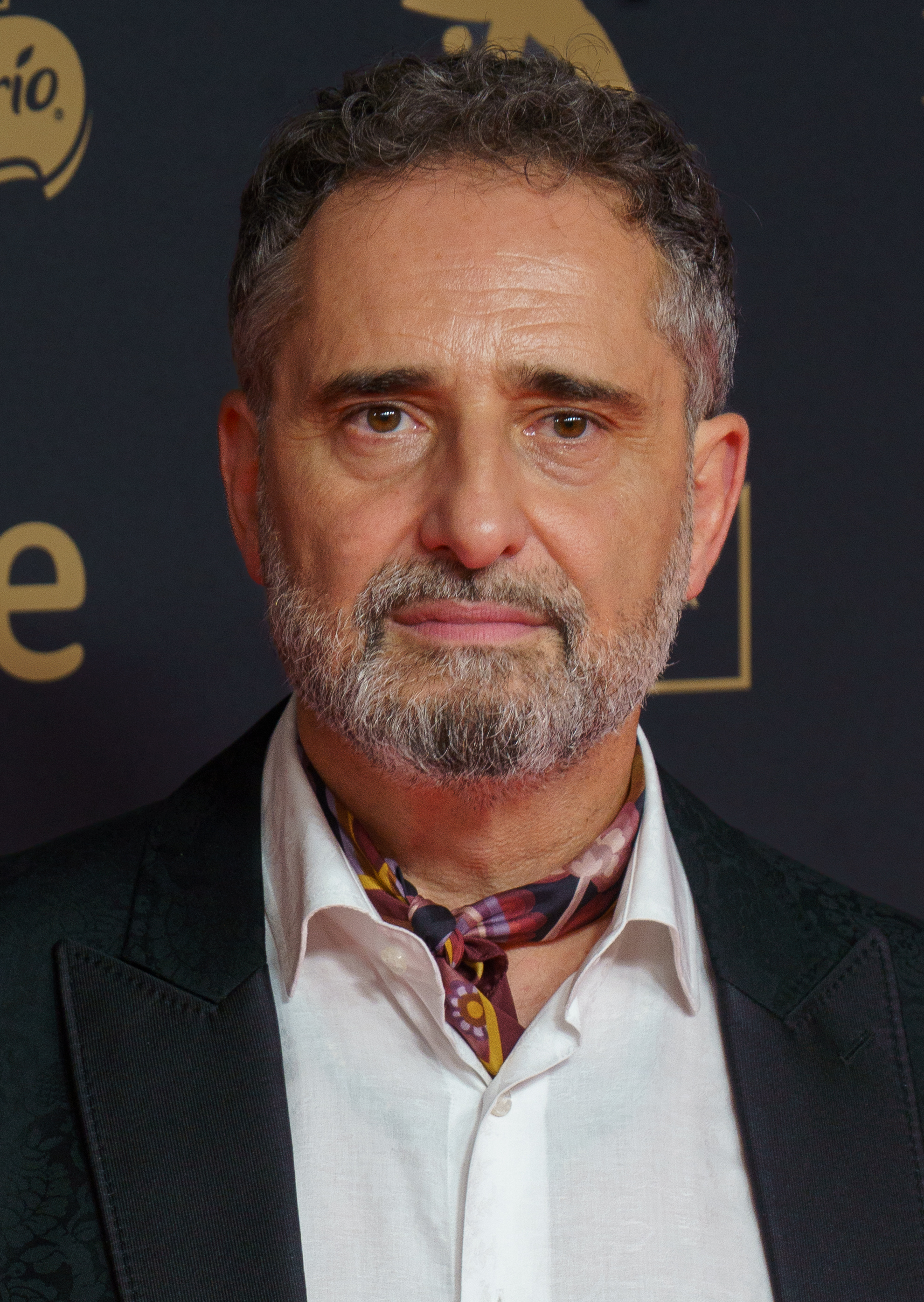
Jorge Drexler (2025)

Jorge Drexler (* 21. September 1964 in Montevideo) ist ein uruguayischer Musiker.

## Leben
Drexler studierte Medizin und wurde Hals-Nasen-Ohren-Arzt. Außerdem studierte er Musik und nahm zwei Alben auf, die allerdings nur in Uruguay veröffentlicht wurden. 1995 wurde er von dem in Spanien sehr bekannten Songwriter Joaquín Sabina nach Madrid eingeladen. Dort stellte Sabina Drexler andere wichtige spanische Musiker vor. In Spanien nahm Drexler 1996, unterstützt von spanischen Musikern, sein Album Vaiven auf. Vaiven enthielt sowohl ältere Lieder von Drexlers vorherigen CDs als auch neue Kompositionen. Nach dem Umzug nach Spanien wurden in den folgenden Jahren vier weitere Alben aufgenommen: Llueve (1998), Frontera (1999), Sea (2001) und Eco (2004). 2005 gewann er für die Komposition des Titelliedes zum Film Die Reise des jungen Che, Al otro lado del río, den ersten Oscar für ein nicht-englischsprachiges Lied. Das Lied wurde bei der Oscar-Verleihung von Antonio Banderas gesungen.
Am 20. November 2014 wurde Drexler für sein Album "Bailar en la cueva" mit dem Grammy Latino für das beste Album in der Sparte "Liedermacher" (Cantautor) ausgezeichnet.
Obwohl Drexler mittlerweile in Spanien lebt, wurden seine drei letzten Alben teilweise in Uruguay mit dortigen Musikern aufgenommen. Juan Campodónico und Carlos Casacuberta, ehemalige Mitglieder der Rock-Band El Peyote Asesino, waren die Produzenten bei Drexlers Alben nach Frontera.
In seiner Musik vereint Drexler traditionelle Musik Uruguays (Candombe, Murga, Milonga), Bossa Nova, Popmusik, Jazz und Elektronische Musik, was zu sehr persönlichen Kompositionen führt. Auch die Texte seiner Lieder spielen eine wichtige Rolle. Abgesehen von Liebe sind nachdenklichere Themen wie das Zusammenleben von Kulturen und Religionen wichtige Bestandteile seiner Werke.

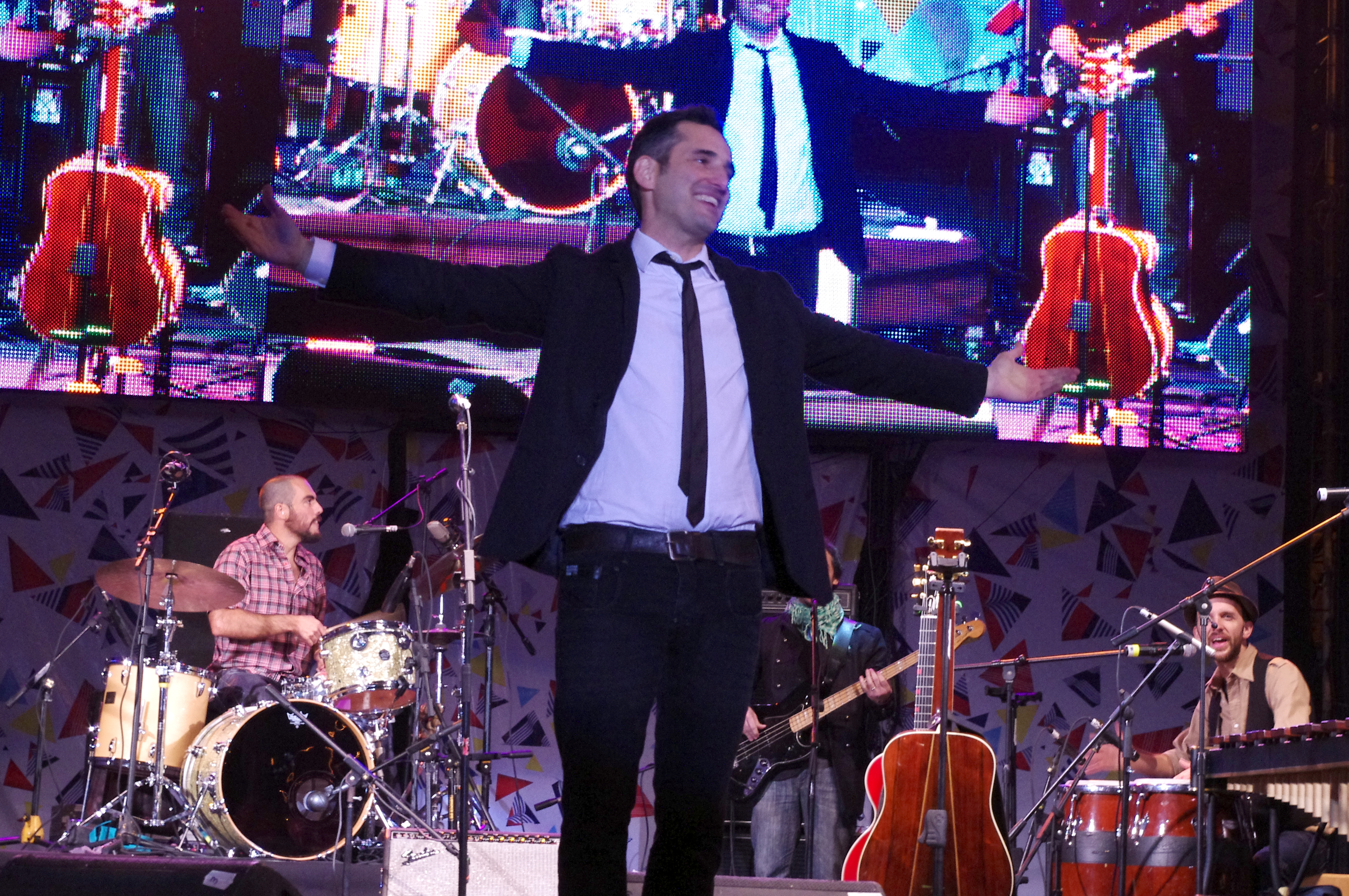
Jorge Drexler

Drexler ist Vater von zwei Söhnen und einer Tochter. Der Erste, genannt Pablo, stammt aus seiner Ehe mit Ana Laan. Die Mutter seines zweiten, im Jahre 2009 geborenen Sohnes Luca und seiner im Jahre 2011 geborenen Tochter Lea, ist die Schauspielerin und Sängerin der Gruppe Marlango, Leonor Watling.

## Diskographie

### Alben
- La luz que sabe robar (Ayui, 1992)
- Radar (Ayui, 1994)
- Vaivén (Virgin, 1996)
- Llueve (Virgin, 1998)
- Frontera (Virgin, 1999, UY: Gold)[5]
- Sea (Virgin, 2001, UY: Gold)[6]

| Jahr | Titel                    | Höchstplatzierung, Gesamtwochen, AuszeichnungChartsChartplatzierungen (Jahr, Titel, Platzierungen, Wochen, Auszeichnungen, Anmerkungen) | Anmerkungen                                               |
| Jahr | Titel                    | ES | Anmerkungen                                               |
| ---- | ------------------------ | --- | --------------------------------------------------------- |
| 2004 | Eco                      | ES23 Gold · (10 Wo.)ES | Dro 2005 als erweiterte Version Eco2 wiederveröffentlicht |
| 2006 | 12 segundos de oscuridad | ES10 (7 Wo.)ES | Dro                                                       |
| 2008 | Cara B                   | ES48 (4 Wo.)ES | Dro, 2 CD + DVD Live                                      |
| 2010 | Amar la trama            | ES5 (26 Wo.)ES | Warner                                                    |
| 2014 | Bailar en la cueva       | ES7 (12 Wo.)ES | Warner                                                    |
| 2017 | Salvavidas de hielo      | ES4 (26 Wo.)ES | Warner Dro                                                |
| 2021 | 30 años                  | ES77 (1 Wo.)ES | Warner                                                    |
| 2022 | Tinta y tiempo           | ES7 (9 Wo.)ES | Sony                                                      |

grau schraffiert: keine Chartdaten aus diesem Jahr verfügbar

### Singles (Auswahl)
| Jahr | Titel Album          | Höchstplatzierung, Gesamtwochen, AuszeichnungChartsChartplatzierungen (Jahr, Titel, Album, Platzierungen, Wochen, Auszeichnungen, Anmerkungen) | Anmerkungen      |
| Jahr | Titel Album          | ES | Anmerkungen      |
| --- | -------------------- | --- | ---------------- |
| 2021 | Tocarte –            | ES57 Gold · (1 Wo.)ES | feat. C. Tangana |
| Folgende Lieder erschienen nicht als Single, wurden aber durch das Album zum Download und Streaming bereitgestellt und konnten somit eine Platzierung erlangen: |                      | |                  |
| |                      | |                  |
| 2021 | Nominao El Madrileño | ES6 Platin · (6 Wo.)ES | mit C. Tangana   |

Weitere Singles
- 2007: La Edad del Cielo (ES: ×5Fünffachplatin )[8]
- 2021: Para Aute: Pasaba por Aquí (Joaquín Sabina feat. Rozalén, Marwan, Pedro Guerra, Carlos Rivera, Xoel López, Ismael Serrano, Jorge Drexler, Dani Martín, Estopa, Vanesa Martín, Silvio Rodríguez & Abel Pintos, ES: Gold)
- Todo se transforma (ES: Gold)